# Темисон Лаодикейский
Темисон Лаодикейский (др.-греч. Θεμίσων;123 — 43 годы до н. э.) — выдающийся древнегреческий врач, основатель методической школы в медицине.

## Биография
Родился в городе Лаодикея Сирийская. Был учеником известного врача Асклепиада Вифинского. После этого много путешествовал по Сирии, Греции, Египту, Криту, некоторое время жил в Риме. Впрочем, об особенностях его личной жизни сведений практически нет.

## Медицинская деятельность
Одним из направлений опытов Темисона было выявление скрытых причин болезней. Он развил схоластическую теорию о происхождении болезней от нарушения движения жидкостей в теле человека.
Темисон первым разделил заболевания на острые и хронические. Важным методом лечения болезней Темисон считал применение поста. Также он стал первым врачом, который для борьбы с заболеваниями применил пиявок. При этом обосновал и описал их применение.
Методическая школа Темисона получила своё развитие в Риме. Его непосредственными учениками были Антоний Муса и Фессал. Продолжателями дела Темисона стали Авл Корнелий Цельс, Туллий Басс, Соран, Скрибоний Ларг.

## Произведения
- Либри Periodici
- Epistolae в 9 книгах.
- Celeres Passiones в 2 книгах.
- Tardae Passiones в 2 книгах.
- Liber Salutaris
- De Plantagine